# Schoenocaulon jaliscense
Schoenocaulon jaliscense är en nysrotsväxtart som beskrevs av Jesse More Greenman. Schoenocaulon jaliscense ingår i släktet Schoenocaulon och familjen nysrotsväxter.

## Underarter
Arten delas in i följande underarter:
- S. j. jaliscense
- S. j. regulare